# PR-AV 17
El sendero PR-AV 17 Senda de la Laguna Grande es un sendero de Pequeño Recorrido que permite alcanzar la laguna Grande de Gredos partiendo del aparcamiento de la Plataforma de Gredos (1760 m s. n. m.), en el término municipal de San Juan de Gredos. Este sendero está homologado por la Federación de Deportes de Montaña y Escalada y Senderismo de la Junta de Castilla y León (FDMESCYL).
La ruta se enmarca en el espacio protegido del parque regional de la Sierra de Gredos.

## Descripción del recorrido
El recorrido empieza en La Plataforma de Gredos a 1760 m. de altitud, con un ascenso continuo, y en algunos tramos de fuerte pendiente, hasta Los Barrerones (2170 m), para después descender hasta La Laguna Grande (1.935 m). Durante el recorrido podremos observar numerosos aspectos de interés y característicos de la alta montaña de Gredos.
Se trata de un trayecto lineal, que se lleva a cabo a pie (2-3 h). tiene una longitud de 6,4 km y un desnivel de subida de 479 m y un desnivel de bajada de 309 m.
La ruta se divide en dos partes de 3,5 km la primera de ascenso y la segunda de descenso. Esta ruta está perfectamente marcada por un camino empedrado que junto con las balizas del PR nos guiará primero al  Llano Barbellido.
La época recomendada es primavera, verano, otoño. La dificultad de la ruta es media-alta.
Junto a la Laguna Grande se encuentra el refugio Laguna Grande de Gredos.